# Путь к выздоровлению
«Путь к выздоровле́нию» (англ. Recovery Road) — американский подростково-драматический телесериал, основанный на одноимённом романе Блейка Нельсона, вышедшем в свет в 2011 году. 16 декабря 2015 года телесериал был заказан телеканалом Freeform (в то время он назывался ABC Family), а в апреле 2015 года началось производство сериала. Первые три эпизода шоу были выпущены онлайн 18 декабря 2015 года, а официальная премьера состоялась 25 января 2016 года на телеканале Freeform.
14 мая 2016 Freeform принял решение не продлевать сериал на второй сезон.

## Сюжет
Мэдди Грэм — обычная американская школьница. В тайне от матери-трудоголика, она ходит на разные вечеринки, где пьёт алкоголь и употребляет наркотики. Однако привычному укладу жизни приходит конец, когда в школе в шкафчике у неё находят алкоголь. Её принуждают пройти курс реабилитации в доме трезвости «Спирингтайм Медоус», где она сможет обрести себя.

## В ролях

### Основной состав
- Джессика Сула — Мэдди Грэм
- Себастьян де Соуза — Уэс Стюарт
- Алексис Карра — Синтия Макдермотт
- Дэниел Францезе — Верн Теставерде
- Кайла Прэтт — Триш Коллинз
- Дэвид Уиттс — Крейг
- Шарон Лил — Шарлотта Грэм

### Второстепенный состав
- Пола Джей Паркер — Маргарита Жан-Батист
- Линдси Пирс — Ребекка Грейнджер
- Хейли Лу Ричардсон — Элли Деннис

## Эпизоды
| №  | Название                                         | Режиссёр         | Автор сценария                   | Дата премьеры   | Произв. код | Зрители в США (млн) |
| -- | ------------------------------------------------ | ---------------- | -------------------------------- | --------------- | ----------- | ------------------- |
| 1  | «Blackout» «Отключка»                            | Лоуренс Триллинг | Берт В. Ройал и Карен Диконцетто | 25 января 2016  | 101         | 0,46                |
| 2  | «The Art of the Deal» «Искусство сговора»        | Ларри Шоу        | Карен Диконцетто и Берт В. Ройал | 1 февраля 2016  | 102         | 0,41                |
| 3  | «Surrender» «Сдача»                              | Майкл Шульц      | Патрисия Ресник                  | 8 февраля 2016  | 103         | 0,45                |
| 4  | «Parties Without Borders» «Вечеринки без границ» | Джоанна Кернс    | Холли Соренсен                   | 15 февраля 2016 | 104         | 0,49                |
| 5  | «My Loose Thread» «Моя ниточка»                  | Дэвид Пеймер     | Ник Шефф                         | 22 февраля 2016 | 105         | 0,46                |
| 6  | «Heaven Backwards» «Небеса наоборот»             | Крис Грисер      | Майкл Ганс и Ричард Реджистер    | 29 февраля 2016 | 106         | 0,45                |
| 7  | «Sick as Our Secrets» «Болезнь — наш секрет»     | Дженнифер Линч   | Джулия Кокс                      | 7 марта 2016    | 107         | 0,48                |
| 8  | «The Weaklings» «Слабаки»                        | Энди Фикмен      | Ник Шефф                         | 14 марта 2016   | 108         | 0,44                |
| 9  | «Your Side of the Street» «Твоя сторона улицы»   | Бетани Руни      | Карен Диконцетто                 | 21 марта 2016   | 109         | 0,49                |
| 10 | «(Be)Coming Clean» «Очищение»                    | Лоуренс Триллинг | Берт В. Ройал и Карен Диконцетто | 28 марта 2016   | 110         | 0,46                |

## Отзывы критиков
«Путь к выздоровлению» получил положительный отклик со стороны критиков. На Metacritic он держит рейтинге 70 баллов из ста на основе пяти отзывов.